# Holozän-Kalender
Der Holozän-Kalender (auch Human- oder Holozän-Ära, von englisch Human Era oder Holocene Era, kurz HE) ist ein System der Jahreszählung (Kalenderära), bei dem genau 10.000 Jahre zur Jahreszahl der Zeitrechnung „nach Christi Geburt“ hinzuaddiert werden.
Der Beginn dieser Zeitrechnung liegt dadurch ungefähr zu Beginn der geologischen Epoche Holozän und der Neolithischen Revolution.
Der Holozän-Kalender wurde 1993 (11993 HE) von Cesare Emiliani vorgeschlagen.

## Motivation
Cesare Emilianis Vorschlag für eine Kalenderreform ist ein Versuch, mehrere Probleme mit der christlichen Zeitrechnung „vor“ und „nach Christus“ zu lösen. Zu diesen Problemen zählen:
- Die christliche Zeitrechnung basiert auf einer fehlerhaften Schätzung des Geburtsjahres von Jesus Christus. Dieses wird auf das Jahr 1 n. Chr. gelegt. Jedoch wurde er nach heutiger wissenschaftlicher Einschätzung in der Zeit zwischen 7 v. Chr. und 4 v. Chr. geboren,[2] wohingegen Lk 2,2 EU eher auf 6 n. Chr. als Geburtsjahr schließen ließe (erste Volkszählung unter Quirinius).
- Das (angenommene) Geburtsjahr von Jesus von Nazareth ist für viele Zivilisationen ohne Bedeutung und ein weniger universell relevantes, epochales Ereignis als der Beginn der geologischen Epoche Holozän bzw. der Neolithischen Revolution. Ausdrücke wie vor/(nach) unserer Zeit(rechnung) bzw. vor/(nach) der (gewöhnlichen) Zeitrechnung oder vor/nach der Zeitenwende suggerieren nur einen universellen Charakter.
- Die Jahreszahlen v. Chr. müssen heruntergezählt werden, wenn man sich von der Vergangenheit in Richtung Zukunft bewegt, so liegt das Jahr 44 v. Chr. nach dem Jahr 250 v. Chr.
- Der Gregorianische Kalender hat kein Jahr null. Dass auf das Jahr 1 v. Chr. sofort 1 n. Chr. folgt, erschwere das Bestimmen des Zeitintervalls zwischen zwei Ereignissen, die vor und nach Christi Geburt liegen. Viele historische Regime und das Leben von Personen erstreckten sich über diese Zeitgrenze hinaus.
- Hinzu kommt, dass die Astronomische Jahreszählung das Jahr 1 v. Chr. als Jahr null (+0) zählt, was weitere Verwirrung stiften kann. So wird das Jahr 753 v. Chr. dort −752 geschrieben (siehe hierzu die Tabelle; vgl. auch die Datierungen der Gründung Roms).

Stattdessen wird im Holozän-Kalender der Beginn der Zeitrechnung bzw. das Jahr 1 auf das Jahr 10.000 v. Chr. gelegt. Dies ist eine ungefähre Schätzung des Beginns der gegenwärtigen geologischen Epoche, des Holozäns. Diese Festlegung wird mit der wissenschaftlichen Vermutung begründet, dass die menschliche Zivilisation (z. B. die ersten Siedlungen, Ackerbau etc.) zu dieser Zeit entstanden ist.

## Umrechnung
Zur Umrechnung vom Julianischen und Gregorianischen Kalender in den Holozän-Kalender wird 10.000 zur Zahl der Jahre „nach Christi Geburt“ addiert. Das Jahr 2025 n. Chr. wird somit in ein Holozän-Jahr umgerechnet, indem die Ziffer 1 davor gesetzt wird: 12025 HE.
Die Jahre „vor Christi Geburt“ ergeben sich durch Subtraktion von 10.001. Alternativ kann man auch die Jahreszahl nach der astronomischen Jahreszählung von 10.000 subtrahieren. Als einfache Überprüfung der korrekten Umrechnung, kann man darauf achten, dass die jeweils letzte Ziffer der Jahreszahl „v. Chr.“ und der Jahreszahl im Holozän-Kalender addiert 1 oder 11 ergeben.
| Holozän-Kalender/ Holozän-/Human-Ära | Gregorianischer/julianischer Kalender | Astronomische Jahreszählung | Ereignis |
| ------------------------------------ | ------------------------------------- | --------------------------- | --- |
| 20000 BHE                            | 30001 v. Chr.                         | −30000                      | Pleistozän |
| 0 HE                                 | 10001 v. Chr.                         | −10000                      | Ungefährer Beginn des Holozäns                                                                                                 |
| 1 HE                                 | 10000 v. Chr.                         | −9999                       | Ungefährer Beginn des Holozäns                                                                                                 |
| 1 HE                                 | 10000 v. Chr.                         | −9999                       | Vermutete Entstehung von Göbekli Tepe, dem ersten megalithischen Bauwerk                                                       |
| 1001 HE                              | 9000 v. Chr.                          | −8999                       | Entstehung Jerichos, einer frühen stadtartigen Siedlung                                                                        |
| 4001 HE                              | 6000 v. Chr.                          | −5999                       | Erste nachgewiesene Kupferverarbeitung im Mittleren Osten, Beginn der Kupferzeit                                               |
| 5288 HE                              | 4713 v. Chr.                          | −4712                       | Beginn des Julianischen Datums                                                                                                 |
| 6240 HE                              | 3761 v. Chr.                          | −3760                       | Beginn der Jüdischen Ära Anno Mundi                                                                                            |
| 6916 HE                              | 3085 v. Chr.                          | −3084                       | Vereinigung Ägyptens unter Pharao Narmer/Menes                                                                                 |
| 7001 HE                              | 3000 v. Chr.                          | −2999                       | Beginn der Indus-Kultur |
| 7281 HE                              | 2720 v. Chr.                          | −2719                       | Regierungszeit des Pharao Djoser, Bau der ersten Pyramide                                                                      |
| 7301 HE                              | 2700 v. Chr.                          | −2699                       | Regierungszeit des Pharao Djoser, Bau der ersten Pyramide                                                                      |
| 8209 HE                              | 1792 v. Chr.                          | −1791                       | Geburt Hammurabis |
| 8301 HE                              | 1700 v. Chr.                          | −1699                       | Aussterben der letzten Mammute-Population auf der Wrangelinsel                                                                 |
| 8622 HE                              | 1379 v. Chr.                          | −1378                       | Echnaton wird Pharao |
| 9225 HE                              | 776 v. Chr.                           | −775                        | Beginn der ersten Olympiade mit den ersten Olympischen Spielen der Antike                                                      |
| 9241 HE                              | 760 v. Chr.                           | −759                        | |
| 9246 HE                              | 755 v. Chr.                           | −754                        | Gründung Roms nach Sophronius Eusebius Hieronymus                                                                              |
| 9247 HE                              | 754 v. Chr.                           | −753                        | Gründung Roms nach Lucius Tarrutius                                                                                            |
| 9248 HE                              | 753 v. Chr.                           | −752                        | Legendäre Gründung Roms, Beginn der Varronischen Ära ab urbe condita                                                           |
| 9249 HE                              | 752 v. Chr.                           | −751                        | Gründung Roms nach der Catonischen/Capitolinische Zählung im ersten Jahr der 7. Olympiade                                      |
| 9250 HE                              | 751 v. Chr.                           | −750                        | Gründung Roms gemäß Polybios                                                                                                   |
| 9401 HE                              | 600 v. Chr.                           | −599                        | |
| 9450 HE                              | 551 v. Chr.                           | −550                        | Geburt von Konfuzius |
| 9457 HE                              | 544 v. Chr.                           | −543                        | Mutmaßlicher Tod Siddhartha Gautamas, Beginn der Buddhistischen Zeitrechnung                                                   |
| 9665 HE                              | 323 v. Chr.                           | −322                        | Tod Alexander des Großen in Babylon                                                                                            |
| 9780 HE                              | 221 v. Chr.                           | −220                        | Gründung des Kaiserreichs China durch die Qin-Dynastie                                                                         |
| 9783 HE                              | 218 v. Chr.                           | −217                        | Invasion Hannibals im Zweiten Punischen Krieg                                                                                  |
| 9956 HE                              | 45 v. Chr.                            | −44                         | Kalenderreform des Gaius Iulius Caesar                                                                                         |
| 9957 HE                              | 44 v. Chr.                            | −43                         | Ermordung Cäsars an den Iden des März                                                                                          |
| 9974 HE                              | 27 v. Chr.                            | −26                         | Errichtung des Prinzipats unter Augustus                                                                                       |
| 9996 HE                              | 5 v. Chr.                             | −4                          | Ungefähres Geburtsjahr Jesus von Nazareths                                                                                     |
| 9999 HE                              | 2 v. Chr.                             | −1                          | |
| 10000 HE                             | 1 v. Chr.                             | 0                           | Jahr null nach ISO 8601 und der Astronomischen Jahreszählung; möglicher Bezugspunkt der Einheit mya                            |
| 10001 HE                             | 1 n. Chr.                             | 1                           | Beginn der Christlichen Zeitrechnung Anno Domini/Anno Salutis                                                                  |
| 10002 HE                             | 2 n. Chr.                             | 2                           | |
| 10006 HE                             | 6 n. Chr.                             | 6                           | Erste römische Volkszählung in Judäa unter Publius Sulpicius Quirinius                                                         |
| 10014 HE                             | 14 n. Chr.                            | 14                          | Tod von Kaiser Augustus |
| 10030 HE                             | 30 n. Chr.                            | 30                          | Wahrscheinliches Jahr der Kreuzigung Jesu                                                                                      |
| 10284 HE                             | 284 n. Chr.                           | 284                         | Thronbesteigung des römischen Kaisers Diokletian, Beginn der Ära der Märtyrer Anno Diocletiani                                 |
| 10476 HE                             | 476 n. Chr.                           | 476                         | Untergang Westroms |
| 10535 HE                             | 535 n. Chr.                           | 535                         | Wetteranomalie von 535/536 |
| 10536 HE                             | 536 n. Chr.                           | 536                         | Wetteranomalie von 535/536 |
| 10622 HE                             | 622 n. Chr.                           | 622                         | Auswanderung Mohammeds von Mekka nach Medina (Hidschra), Beginn der Islamischen Zeitrechnung und Jahr 1 im iranischen Kalender |
| 10632 HE                             | 632 n. Chr.                           | 632                         | Tod Mohammeds, Beginn der Islamischen Expansion                                                                                |
| 10800 HE                             | 800 n. Chr.                           | 800                         | Kaiserkrönung Karls des Großen                                                                                                 |
| 11066 HE                             | 1066 n. Chr.                          | 1066                        | Normannische Eroberung Englands                                                                                                |
| 11096 HE                             | 1096 n. Chr.                          | 1096                        | Beginn des Ersten Kreuzzug |
| 11291 HE                             | 1291 n. Chr.                          | 1291                        | Legendäre Gründung der Schweiz durch den Rütlischwur                                                                           |
| 11347 HE                             | 1347 n. Chr.                          | 1347                        | Schwarzer Tod in Asien und Europa                                                                                              |
| 11353 HE                             | 1353 n. Chr.                          | 1353                        | Schwarzer Tod in Asien und Europa                                                                                              |
| 11453 HE                             | 1453 n. Chr.                          | 1453                        | Fall Konstantinopels, endgültiges Ende des Byzantinischen Reiches                                                              |
| 11492 HE                             | 1492 n. Chr.                          | 1492                        | Entdeckung Amerikas durch Christoph Kolumbus                                                                                   |
| 11517 HE                             | 1517 n. Chr.                          | 1517                        | Beginn der Reformation |
| 11540 HE                             | 1540 n. Chr.                          | 1540                        | Eroberung Monemvasias durch das Osmanische Reich                                                                               |
| 11582 HE                             | 1582 n. Chr.                          | 1582                        | Einführung des Gregorianischen Kalenders                                                                                       |
| 11618 HE                             | 1618 n. Chr.                          | 1618                        | Dreißigjähriger Krieg |
| 11648 HE                             | 1648 n. Chr.                          | 1648                        | Dreißigjähriger Krieg |
| 11776 HE                             | 1776 n. Chr.                          | 1776                        | Unabhängigkeitserklärung der Vereinigten Staaten                                                                               |
| 11789 HE                             | 1789 n. Chr.                          | 1789                        | Sturm auf die Bastille, Beginn der Französischen Revolution; Jahr 1 im Positivisten-Kalender                                   |
| 11792 HE                             | 1792 n. Chr.                          | 1792                        | Tuileriensturm, Gründung der ersten französischen Republik; Jahr I nach dem französischen Revolutionskalender                  |
| 11800 HE                             | 1800 n. Chr.                          | 1800                        | Ungefährer Beginn der Industrialisierung                                                                                       |
| 11804 HE                             | 1804 n. Chr.                          | 1804                        | Kaiserkrönung Napoleons I.; Ausrufung des römisch-deutschen Kaisers Franz II. zum Kaiser von Österreich                        |
| 11806 HE                             | 1806 n. Chr.                          | 1806                        | Auflösung des Heiligen Römischen Reichs Deutscher Nation                                                                       |
| 11815 HE                             | 1815 n. Chr.                          | 1815                        | Schlacht bei Waterloo |
| 11816 HE                             | 1816 n. Chr.                          | 1816                        | Jahr ohne Sommer Achtzehnhundertunderfroren                                                                                    |
| 11848 HE                             | 1848 n. Chr.                          | 1848                        | Märzrevolution |
| 11871 HE                             | 1871 n. Chr.                          | 1871                        | Deutsche Reichsgründung |
| 11912 HE                             | 1912 n. Chr.                          | 1912                        | Untergang der RMS Titanic; Geburt Kim Il-sungs und Xinhai-Revolution in China (Beginn des Juche- und des Minguo-Kalenders)     |
| 11914 HE                             | 1914 n. Chr.                          | 1914                        | Erster Weltkrieg |
| 11918 HE                             | 1918 n. Chr.                          | 1918                        | Erster Weltkrieg |
| 11917 HE                             | 1917 n. Chr.                          | 1917                        | Februar- und Oktoberrevolution in Russland                                                                                     |
| 11918 HE                             | 1918 n. Chr.                          | 1918                        | Novemberrevolution in Deutschland                                                                                              |
| 11919 HE                             | 1919 n. Chr.                          | 1919                        | Verabschiedung der Weimarer Verfassung, Beginn der Weimarer Republik                                                           |
| 11933 HE                             | 1933 n. Chr.                          | 1933                        | Machtergreifung der Nazis, Ende der Weimarer Republik                                                                          |
| 11938 HE                             | 1938 n. Chr.                          | 1938                        | Anschluss Österreichs, Reichspogromnacht                                                                                       |
| 11939 HE                             | 1939 n. Chr.                          | 1939                        | Zweiter Weltkrieg |
| 11945 HE                             | 1945 n. Chr.                          | 1945                        | Zweiter Weltkrieg |
| 11949 HE                             | 1949 n. Chr.                          | 1949                        | Gründung der Bundesrepublik Deutschland und der DDR sowie des Europarates                                                      |
| 11950 HE                             | 1950 n. Chr.                          | 1950                        | Bezugspunkt der Zeitskala Before Present und der Einheit mya                                                                   |
| 11951 HE                             | 1951 n. Chr.                          | 1951                        | Gründung der Europäischen Gemeinschaft für Kohle und Stahl                                                                     |
| 11955 HE                             | 1955 n. Chr.                          | 1955                        | Österreichischer Staatsvertrag: Republik Österreich erhält volle Souveränität zurück                                           |
| 11962 HE                             | 1962 n. Chr.                          | 1962                        | Kubakrise |
| 11969 HE                             | 1969 n. Chr.                          | 1969                        | Erste Mondlandung |
| 11989 HE                             | 1989 n. Chr.                          | 1989                        | Wende und friedliche Revolution in der DDR; Beginn der Heisei-Zeit in Japan                                                    |
| 11990 HE                             | 1990 n. Chr.                          | 1990                        | Deutsche Wiedervereinigung |
| 11993 HE                             | 1993 n. Chr.                          | 1993                        | Vorstellung des Holozän-Kalenders durch Cesare Emiliani                                                                        |
| 12001 HE                             | 2001 n. Chr.                          | 2001                        | Terroranschläge am 11. September 2001                                                                                          |
| 12002 HE                             | 2002 n. Chr.                          | 2002                        | Einführung des Euro |
| 12010 HE                             | 2010 n. Chr.                          | 2010                        | Beginn des Arabischen Frühlings                                                                                                |
| 12025 HE                             | 2025 n. Chr.                          | 2025                        | aktuelles Jahr; möglicher Bezugspunkt der Einheit mya                                                                          |
| 20000 HE                             | 10000 n. Chr.                         | 10000                       | Anthropozän? / Psychozoikum?                                                                                                   |

## Videos
- A New History for Humanity – The Human Era auf YouTube von Kurzgesagt – In a Nutshell, englisch mit deutschen Untertiteln
- Eine neue Menschheitsgeschichte – Die Ära der Menschen auf YouTube von Dinge erklärt – Kurzgesagt, deutsch
- Human Era Complete auf YouTube von Aquarius Risen, englisch
- Holocene Epoch - Holocene Calendar auf YouTube, Übersicht über historische Ereignisse datiert nach dem Holozän-Kalender, englisch